# Église Sainte-Pezenne de Niort
L'église Sainte-Pezenne est une église de Niort dans les Deux-Sèvres, ancienne église paroissiale catholique de Sainte-Pezenne, village rattaché à la commune de Niort en 1965. Dédiée à sainte Pezenne, vierge d'origine espagnole (ayant fui les Sarrasins et morte ici au VIIIe siècle), elle fait aujourd'hui partie de la paroisse Saint-Pierre-et-Saint-Paul de Niort du diocèse de Poitiers. L'église est inscrite aux monuments historiques par arrêté du 22 avril 2003.

## Histoire et description

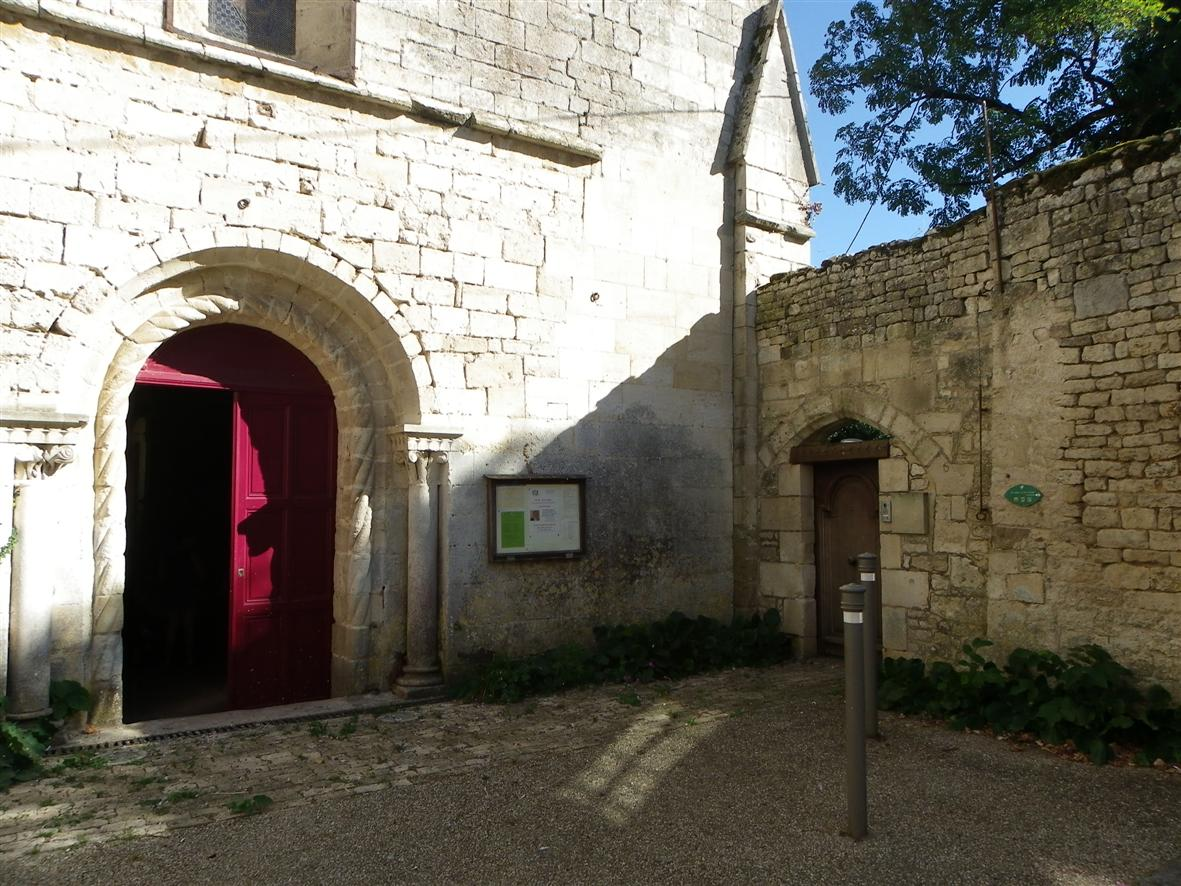
Portail de l'église et porte du cimetière.

L'église a été construite à l'emplacement d'une ancienne chapelle de pèlerinage, lieu de la mort de sainte Pezenne, nommé alors Thauvinicus, puis Thauriniacus, où des guérisons miraculeuses avaient eu lieu auprès de la population. L’église actuelle, bâtie aux XIe – XIIe siècles, est en forme de croix latine. On y accède par un portail à deux piliers romans en arche de plein cintre ornée d'une simple torsade boudinée. Le reste de la façade, éclairée d'une baie étroite, est sans aucun décor. Le clocher carré et trapu à colonnettes, remanié au XVIIe siècle, surplombe le milieu de la façade. Il n’y a pas d’autre ornementation sur la façade. 
La nef a été remaniée au XVe siècle en style gothique avec des croisées d'ogives, mais les piliers ont conservé leurs chapiteaux romans. Le chœur à deux travées présente un sol recouvert de tomettes installées au XXe siècle et le maître-autel n'a pas été détruit contrairement à d'autres églises de la région. L'arc triomphal, brisé, repose sur des piliers à trois colonnes munies de chapiteaux romans mêlant rubans perlés, feuilles d'acanthes et crochets. Au fond du chœur, l'on remarque l'emplacement du reliquaire de la phalange de la sainte. Cette relique a été offerte en 1955 par l'Espagne, (elle se trouvait à l'Escorial avec le reste des reliques de la sainte, qui y sont toujours exposées); mais aujourd'hui elle n'est plus gardée dans l'église, mais en lieu sûr. L'ensemble des reliques de la sainte avaient été offertes au comte de Vermandois par sa belle-sœur Aliénor d'Aquitaine avant le départ de celle-ci et de son époux Louis VII pour la Deuxième Croisade en 1147, puis gardées à Saint-Quentin où les Espagnols, qui s'emparèrent de la ville en 1557, les prirent pour les donner à la sœur du roi Philippe II. Trois tableaux d'époque Louis XIV décorent l'intérieur de l'église Sainte-Pezenne, dont un de Sainte Pezenne, dans le bras droit du transept (agenouillée sur fond d'orage tenant de la main gauche une croix et levant de la main droite le Sacré Cœur), une Nativité avec adoration des Bergers (tableau au-dessus du maître-autel) et un tableau de Saint Louis (bras gauche du transept). L'on remarque aussi un vitrail représentant sainte Pezenne (Sancta Pexina en latin), vêtue d'une robe violette et d'une tunique bleu ciel, tenant la palme du martyre. Ce vitrail est dessiné en 1854 par un curé artiste, l'abbé Boinot, auteur d'un autre vitrail représentant saint Jacques. La crypte où la sainte a été inhumée est condamnée. 
Lorsque les huguenots, dirigés par le comte de Saint-Gelais, s'emparèrent de Niort et mirent fin au culte catholique, l'église Sainte-Pezenne servit d'église paroissiale à ceux des Niortais qui étaient demeurés catholiques entre 1589 et 1602. Elle redevint ensuite l'église paroissiale du village de Sainte-Pezenne. Elle est restaurée au début du XIXe siècle, après avoir été dégradée sous la Révolution.
Après la mort du dernier curé en 1994, l'abbé Morice, elle devient filiale de l'église Saint-Étienne de Niort.